# Arieșeni
Arieșeni (prononcé [a.rje.ʃenʲ]) est une commune transylvaine située au cœur du pays des Motses, au nord-ouest du județ d'Alba, en Roumanie. Elle tire son nom des rivières Arieș (prononcé [a.rjeʃ ]), du latin Auraneus évoquant l'orpaillage jadis répandu dans la région. La commune a aussi un nom hongrois : Lepus (prononcé [ˈlɛ.puʃ ]).

## Géographie

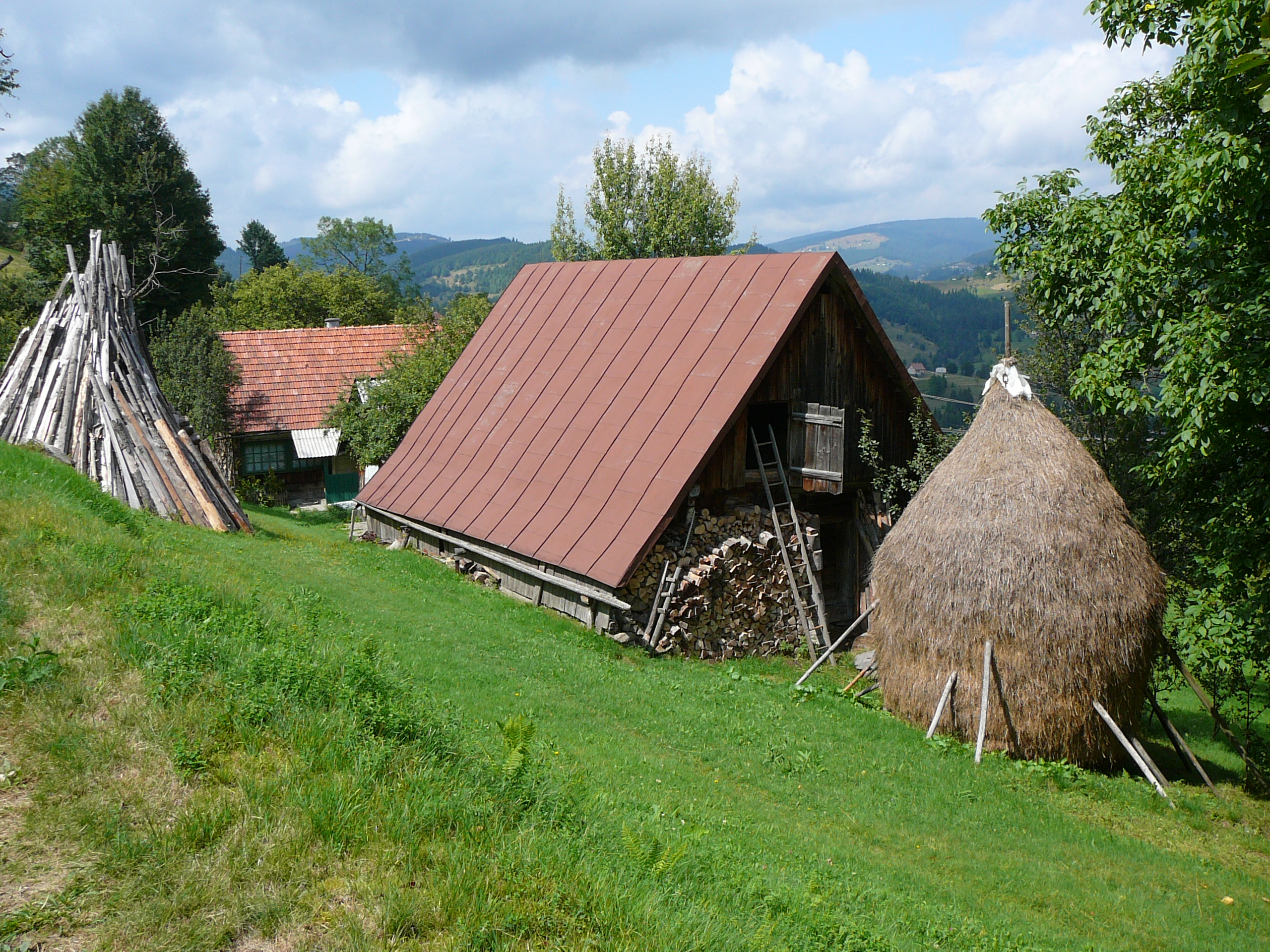
Une ferme à Arieșeni.

La commune de est située sur le cours supérieur de la rivière Arieșul Mare (le « grand Arieș », un affluent de l'Arieș), au cœur des monts du Bihor dans les Carpates occidentales roumaines, au pays des Motses, à 120 km d'Alba Iulia, à 130 km d'Oradea, à 133 km de Deva, à 141 km de Cluj-Napoca et à 182 km d'Arad.
La commune comprend 18 villages, hameaux et fermes parsemés en habitat dispersé sur les versants des montagnes : Arieșeni, Avrămești, Bubești, Casa de Piatră, Cobleș, Dealu Bajului, Fața Cristesei, Fața Lăpușului, Galbena, Hodobana, Islaz, Păntești, Pătrăhăițești, Poenița, Ravicești, Sturu, Ștei-Arieșeni et Vanvucești, et il n'est pas inhabituel que deux maisons « voisines », appartenant à la même localité, soient séparées par une vallée large de plusieurs kilomètres.

## Histoire
Comme leurs voisins les autres Motses, les Ariéchois ont d'anciennes traditions de libertés locales, de franchises et de combats pour les préserver, car le pays est une ancienne « valachie » régie par le jus valachicum et ses habitants ont envoyé de nombreux combattants tant à la révolte de Bobâlna de 1437, qu'à la révolution transylvaine de 1784 et à la celle de 1848 ; ils ont aussi formé des maquis de résistance anti-fasciste dans les années 1940-1944 et anti-communiste dans les années 1949-1953.
Jusqu'au 1909 Arieșeni était mentionnée par écrit sous le nom hongrois de Lepus et faisait partie d'un corpus rural beaucoup plus étendu (qui, malgré une très faible densité d'unités d'habitation, avait un rayon de plus de dix kilomètres) ; en effet, au XIXe siècle on considérait que les maisons des actuelles localités d'Arieșeni et d'Albac, distantes d'environ 23 km, faisaient partie d'une seule et même grande localité, nommée Râul Mare.

## Politique
En 2013 les habitants d'Arieșeni ont participé aux grandes manifestations contre l'extension de l'exploitation minière de Roșia Montană, génératrice de pollutions au cyanure et au mercure, alors que leur région est très touristique, et en 2017 aux manifestations de masse contre la corruption de la classe politique roumaine.
| Parti | Parti                                                 | Sièges |
| ----- | ----------------------------------------------------- | ------ |
|       | Parti social-démocrate (PSD)                          | 4      |
|       | Parti national libéral (PNL)                          | 4      |
|       | Parti Mouvement populaire (PMP)                       | 2      |
|       | Union nationale pour le progrès de la Roumanie (UNPR) | 1      |

## Jumelage
- Le Pradet (France)

La ville du Pradet avait « parrainé » celle d'Arieșeni dans le cadre de l'« opération Villages Roumains » sous le mandat du maire Roland Joffre. Le comité a beaucoup aidé l'école d'Arieșeni à s'équiper dans les années 1990, juste après la Révolution roumaine. Le point culminant du jumelage a été, en 2000, l'organisation au Pradet du symposium international annuel de sculpture, dont les œuvres ont été créées en marbre blanc ou rose transylvain : l'une d'elles, une stèle d'André Sandel à la mémoire de Philippe Tailliez pionnier de la plongée en France, a été placée sur la jetée des Oursinières. Du côté pradétan, après la mort du maire Claude Mesangroas, la municipalité n'a plus donné suite aux suggestions d'échanges de la partie ariéchoise.

## Démographie
Lors du recensement de 2011, 97,79 % de la population se déclarent roumains (2,03 % ne déclarent pas d'appartenance ethnique et 0,16 % déclarent appartenir à une autre ethnie).
En 2002, la composition religieuse de la commune était la suivante :
- Chrétiens orthodoxes, 94,32 % ;
- Pentecôtistes, 5,20 % ;
- Baptistes, 0,20 % ;
- Catholiques grecs, 0,10 % ;
- Catholiques romains, 0,05 %.

## Économie
L'économie de la commune repose sur l'industrie du bois, l'élevage et le tourisme.

### Tourisme

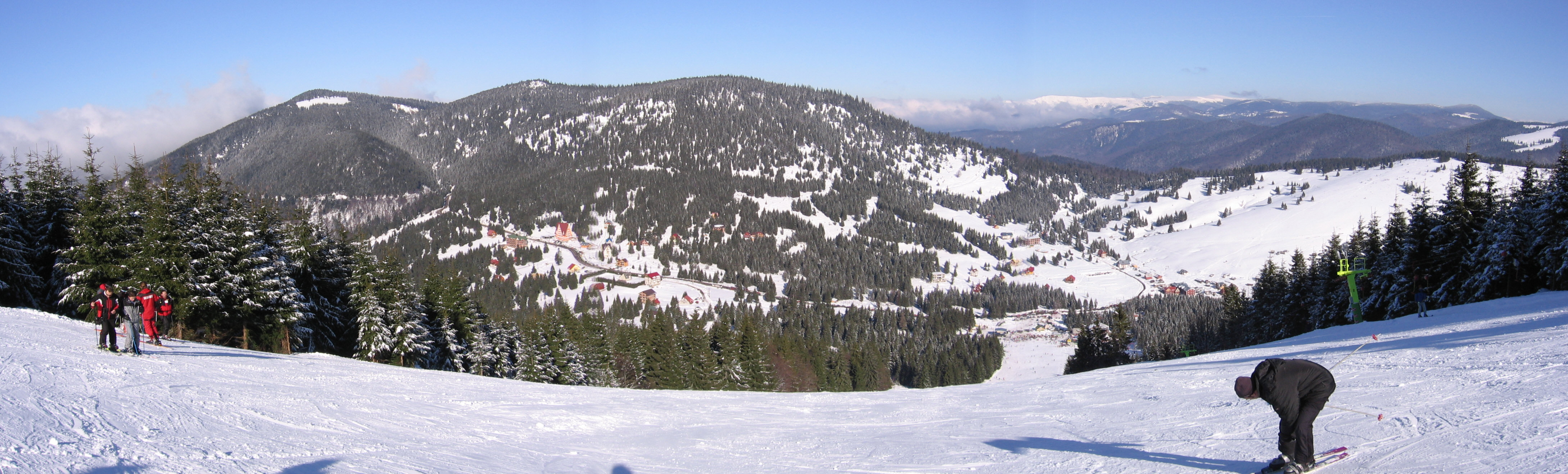
L'une des pistes de ski d'Arieșeni.

La commune d'Arieșeni contient presque autant de villages de vacances que de localités. Située dans un cadre naturel très riche qui comprend plusieurs réserves naturelles, des gorges, des dizaines de grottes dont quelques-unes abritant des glaciers souterrains, la commune tourne plutôt vers le tourisme de niche : tourisme rural, spéléologie, sports de montagne etc. On y trouve deux pistes de ski (éclairage nocturne, téléskis).

## Communications

### Routes
Route DN75 qui traverse les Monts Apuseni de l'ouest à l'est.